# West Coast Pro Basketball League
La West Coast Pro Basketball League (WCBL) est une ligue mineure professionnelle américaine de basket-ball réunissant des équipes de la Côte Ouest des États-Unis, active de 2007 à 2013.

## Les équipes

### Clubs actuels
- Rockets de Long Beach
- Dawgs de Hollywood de Beach
- Jump de Santa Monica
- Advantage de West LA
- All-Stars de Nationwide
- Surf de Central Coast
- Breakers de Santa Barbara
- Spartans de High Desert

### Équipes ayant évolué dans la ligue
| - Breakers de Santa Barbara (depuis 2007) - Dawgs de Carlsbad Beach (2008) - Rattlers de High Desert (2008) - Shooting Stars de Hollywood/Jammers de Hollywood (2008-2009) - Gladiators de Orange County (2008-2009) - Slam de Pasadena (2008-2009) - Surf de Newport Beach (depuis 2008) - Jets de Ventura County (depuis 2008) - Olympians de Beijing Aoshen (2009-2010) - Lights Out de Long Beach (2010) - Buzz de Los Angeles (2010) - Advantage de Marina Del Rey (depuis 2010) - Aztecs de Hollywood (depuis 2011) - Loop de Los Angeles (depuis 2011) - All-Stars de Nationawide (depuis 2011) - Ninjas de Venice Beach (depuis 2011) |